# Nina Pandolfo
Carina Aparecida Arsênio Pandolfo (Tupã, SP, 1977) é grafiteira, escultora e artista visual brasileira. Internacionalmente conhecida pelo seu nome artístico: Nina Pandolfo. Faz parte da geração de artistas grafiteiros dos anos 1990, que levou a arte das ruas para as galerias de arte e museus.

## Vida
Natural de Tupã, interior do estado de São Paulo, mudou-se ainda bebê para a capital paulista. Começou a desenhar e pintar desde jovem e, como disse em uma entrevista, no início da adolescência descobriu os murais nas ruas, percebendo que poderiam ser telas ao ar livre e servir de suporte para o seu trabalho artístico. Cursou colegial técnico em Comunicação visual na escola Carlos de Campos. Mais tarde tornou-se parte integrante do grafite brasileiro, abrindo caminho para a inclusão mais generalizada da arte urbana em galerias e museus.

## Carreira
Seu trabalho caracteriza-se por criar um universo lúdico ao ilustrar figuras femininas com olhos grandes e cores vivas. Com o tempo, as obras foram ganhando mais personagens como gatos, peixes e outros animais. Junto com um grupo de amigos que conheceu enquanto cursava Comunicação visual, Nina realizou sua primeira pintura de rua, que ficou registrada na Avenida Tiradentes em frente à Estação da Luz, região central de São Paulo.
Em 1999 ocorreu sua primeira exposição, Um minuto de silêncio, que consistiu em uma coletiva realizada na Fundação Nacional de Artes (FUNARTE) em São Paulo. Internacionalmente Nina fez sua estreia na exposição I Don't Know, coletiva realizada na galeria Die Farberie, em Munique, na Alemanha.
Desde então, a artista já participou de exposições no Brasil e ao redor do mundo, em países como Cuba, Índia, França, Estados Unidos, entre outros. Um de seus projetos inclui o trabalho em parceria com os artistas brasileiros OsGêmeos e Francisco Rodrigues da Silva (Nunca). Em 2007 os quatro pintaram a fachada do histórico Castelo Kelburn, na cidade de Largs, na Escócia.
Em 2011 lança o livro Nina com uma seleção de imagens que contam a sua trajetória na arte, incluindo seus desenhos de infância e adolescência. Em 2016 lança o segundo livro, Por Trás das Cores, que aborda seu processo criativo e documenta suas criações entre os períodos de 2011 a 2016.
Além disso, em 2019 assinou o cartaz da 43ª Mostra Internacional de Cinema de São Paulo.

### Exposições

#### Individual
- 2019 - Gratitude, JD Malat Gallery, Londres.[4]
- 2016 - Little things for life, Coburn Projects, Nova York, Estados Unidos.[13]
- 2013 - Serendipidade, Galeria Leme, São Paulo, Brasil.[14][15]
- 2008 - Aos Nossos Olhos, Galeria Leme, São Paulo, Brasil.[16]
- 2003 - Jujuba & Lollipop, exposição individual, ICBRA Gallery, Berlim, Alemanha.[17]

#### Bienal
- 2010 - 1ª Bienal Internacional, Graffiti Fine Art. Museu Brasileiro de Escultura (MUBE), São Paulo, Brasil.[18]
- 2006 - 9º Bienal de Havana, instalação. Havana, Cuba
- 2000 - 50 anos de Bienal de São Paulo. Fundação Bienal de São Paulo, São Paulo, Brasil.[19]

#### Mural
- 2018 - Exposição e mural, Miami Beach Art Basel. Miami, Estados Unidos.[20]
- 2015 - Little things for life, projeto Rivington Street Wall, mural na região de Lower East Side, Nova York, Estados Unidos.[21]
- 2005 - Art Meeting, mural. Atenas, Grécia
- 2005 - Kusthpark, pintura de mural. Munique, Alemanha
- 2004 - Feira de Arte da Pompéia, mural. São Paulo, Brasil
- 2003 - Cuba-Brasil, murais e exposições em diferentes cidades cubanas, Cuba
- 2003 - Feira de Arte da Pompéia, mural, São Paulo, Brasil
- 2002 - Chromopolis, 5 grandes murais para Jogos Olímpicos de 2004, Piraeus-Patras-Kalamata-Volos-Chania, Grécia
- 2002 - Schlachthof, mural. Wiesbaden, Alemanha.
- 2000 - Um mundo, uma só voz. Projeto com 5 murais para Colorgin, São Paulo, Brasil.
- 2000 - Mural em museu. Museu de Arte Moderna, São Paulo, Brasil
- 1995 - AMA, mural. São Paulo, Brasil

## Livros publicados
- 2016 - Por Trás das cores,  Editora Master Books.[22][11]
- 2011 - Nina, Editora Master Books.[9][23]